# بیلی بوید (بازیگر)
بیلی بوید (انگلیسی: Billy Boyd؛ زاده ۲۸ اوت ۱۹۶۸) یک هنرپیشه اهل بریتانیا است. وی از سال ۱۹۹۶ میلادی تاکنون مشغول فعالیت بوده‌است.
از فیلم‌ها یا برنامه‌های تلویزیونی که وی در آن نقش داشته است می‌توان به ارباب حلقه‌ها: یاران حلقه، بازگشت شاه، دو برج، پرنده اسکاتلندی و جاعل اشاره کرد.